# Estación Río Tala
Río Tala es una estación ferroviaria ubicada en la localidad homónima, partido de San Pedro, Provincia de Buenos Aires, Argentina.

## Ubicación
Al ingresar a San Pedro por la Ruta Provincial N.º 1001, viniendo desde la Ruta Nacional 9, altura Estación del Automóvil Club Argentino, se encuentra enclavado un pequeño pueblo del interior del Partido de San Pedro cuya estación de Ferrocarril le transfirió el nombre “Río Tala” originado en el curso fluvial que surca los bajos del mismo nombre, y por exceso de vegetales de nombre "Tala" situado en las cercanías y que desemboca en el Río Baradero.

## Servicios
La estación corresponde al Ferrocarril General Bartolomé Mitre de la red ferroviaria argentina.
Se encuentra actualmente sin operaciones de pasajeros, sin embargo por sus vías transitan los servicios Retiro-Rosario/Córdoba/Tucumán de la empresa estatal Trenes Argentinos Operaciones, aunque no hacen parada en esta.